# Даифрон (сын Гефестины)
Даифрон (др.-греч. Δαΐφρων Daḯphrōn) — в древнегреческой мифологии один из пятидесяти сыновей Египта, брата-близнеца Даная.
Даифрон был внуком египетского царя Бела и Анхинои, дочери речного бога Нила. По деду он был правнуком Эпафа, сына Зевса от Ио, и происходил таким образом от первых царей Аргоса.
Его материю была Гефестина, у которой кроме него были сыновья Гиппокорист, Арбелус, Пандион и Гипербиус.
Вместе с остальными 49-ю Египтиадами (сыновьями Египта), прибыл в Арголиду, чтобы которые требовать от дяди Даная организовать их свадьбу с Данаидами, а втайне они хотели убить и Даная, и его дочерей в брачную ночь. Получив отказ, они осадили Аргос, и защитникам в конце концов пришлось сдаться, поскольку в городских колодцах не оказалось воды. Данай организовал брачные пары; в большинстве случаев он просто бросал жребий, а иногда руководствовался сходством имён гипотетических жениха и невесты или сходством общественных статусов их матерей. «Не веря их дружеским заверениям и одновременно затаив злобу в сердце, ибо он не забыл своего бегства», Данай решил расправиться с племянниками.
По жребию Даифрону в невесты выпала Адианта, дочь Даная и Герсы.
Во время свадебного пира Данай раздал дочерям кинжалы или острые булавки, которые те спрятали в причёсках; в полночь, когда пары разошлись по своим покоям, Данаиды убили своих женихов. Головы Египтиадов были похоронены на берегу Лерны, а тела — у стен Аргоса.